# Examen complémentaire
 (décembre 2023).
En médecine, les examens complémentaires, ou examens paracliniques, sont les examens qui se font avec instrument (à part le stéthoscope), et qui en général ne se font pas durant la consultation.
On peut citer :
- l'imagerie médicale :
  - radiographie,
  - tomodensitométrie,
  - IRM,
  - scintigraphie,
  - échographie,
  - fond d'œil ;
- la biologie médicale :
  - prises de sang,
  - biopsie ;
- la mesure de la tension artérielle ;
- la mesure de la saturation en O2 au doigt ;
- d'autres examens portant sur la physiologie tels que des tests d'effort ou des tests de souffle ;
- des tests psychologiques ;
- etc.